# Гунчик, Владимир Петрович
Владимир Петрович Гунчик (укр. Володимир Петрович Гунчик; род. 9 марта 1958, Камень-Каширский, Волынская область) — украинский политик, председатель Волынской ОГА с 24 июля 2014 по 22 марта 2018 года.

## Образование
В 1981 году окончил Киевский политехнический институт, специальность инженер электронной техники.

## Карьера
Трудовую деятельность начал в 1978 году электромонтажником-схемотехником I разряда сборного цеха Запорожского производственного объединения «Преобразователь».
В 1979—1983 годах — инженер отдела № 1, отдела преобразования Института электродинамики АН УССР. Член КПСС.
В 1983—1986 годах — секретарь комитета комсомола (ЛКСМУ) Луцкого автомобильного завода. Член городского комитета ЛКСМУ.
В 1986—1987 годах — начальник энергосилового цеха Луцкого автомобильного завода.
В 1987—1989 годах — инструктор организационного отдела Луцкого городского комитета Компартии Украины (КПУ), инструктор промышленно-транспортного отдела Волынского областного комитета КПУ.
В 1989—1993 годах — главный энергетик Луцкого автомобильного завода. В 1993—1995 годах — заместитель главного инженера по ремонту оборудования и экологии — главный энергетик Луцкого автомобильного завода.
С 16 августа 1995 по 1996 год — директор Луцкого автомобильного завода. После превращения государственного предприятия в открытое акционерное общество «Луцкий автомобильный завод» с января 1996 по сентябрь 2000 года занимал должность председателя правления. С сентября 2000 по сентябрь 2004 года работал в должности генерального директора ОАО «Луцкий автомобильный завод».
С 20 сентября 2004 по 2007 год — председатель Наблюдательного совета ОАО «ЛуАЗ». В 2007—2008 годах — председатель Наблюдательного совета ОАО «Луцкий автомобильный завод». В 2008—2009 годах — вице-президент по производству корпорации «Богдан». В 2009 году — генеральный директор ОАО «Луцкий автомобильный завод».
В 2009—2011 годах — директор дочернего предприятия «Автосборочный завод № 1» ПАО "Автомобильная компания «Богдан Моторс». В ноябре 2010 года вошёл в состав Луцкого городского исполнительного комитета.
В 2011—2014 годах — заместитель президента Корпорации «Богдан», исполняющий обязанности директора дочернего предприятия «Автосборочный завод № 1» ПАО "Автомобильная компания «Богдан Моторс».
На президентских выборах 2014 года являлся руководителем Волынского областного избирательного штаба Петра Порошенко.
С 24 июля 2014 по 22 марта 2018 года — председатель Волынской областной государственной администрации. По итогам 2015 года Владимир Гунчик занял первое место в рейтинге глав областных государственных администраций.

## Награды
Заслуженный машиностроитель Украины (2005), орден «За заслуги» III степени (2009).